# Haus der Befreiung
Die Villa Landsberger Allee 563 in Berlin-Marzahn, offizielle Bezeichnung Haus der Befreiung, ist ein Bauwerk, das Ende der 1890er Jahre als Wohnhaus für einen Landwirt errichtet worden ist. Es errang zum Ende des Zweiten Weltkriegs Bedeutung, da in der Nähe dieses Hauses die Rote Armee erstmalig die Berliner Stadtgrenze überschritten hat. An dieses Ereignis erinnert die heutige Nutzung als Gedenkstätte 21. April 1945.
Das Haus ist seit dem 21. Jahrhundert denkmalgeschützt.

## Lage
Das ehemalige Wohnhaus steht auf der nördlichen Seite der Landsberger Allee gegenüber dem Straßenbahn-Betriebshof Marzahn. Die Hauptachse des Hauses verläuft parallel zur Straße, an der es steht. Das Anwesen ist von einem Drahtzaun umgeben.

## Geschichte
Die Pläne für den Bau des Privathauses an der damaligen Alt-Landsberger Chaussee lieferte ein bisher nicht bekannter Architekt für den Landwirt Georg Grosse. Es gab zu dieser Zeit (als Bauzeit werden die 1890er Jahre angenommen) hier keine Hausnummern, sondern das Gebäude erhielt den Namen seines Bauherrn und Besitzers: Grossesches Haus. Im Jahr 1925 wurde das Anwesen erstmals im Berliner Adressbuch genannt.
Im Jahr 1930 ist das Grossesche Haus noch immer ohne Hausnummer und trägt die Adresse Alt-Landsberger Chaussee, im Bereich Marzahn. G.  Grosse wird jedoch nicht mehr als Landwirt geführt, sondern als Betreiber einer Mästerei. Außerdem gibt es in diesem kurzen Straßenabschnitt den Neuen Gemeindefriedhof und eine Talg-Schmelze, die dem Fabrikbesitzer R.  Lendecke aus Hohenschönhausen gehört, nebst vier Familien, die in dem Komplex wohnen.
1940 ist das hier dargestellte Haus unter dem Namen Grossesches Haus weiterhin im Eigentum der Familie, die Straße heißt nur noch Landsberger Chaussee (ohne den Zusatz „Alt“), eine Hausnummer ist nicht vergeben (nach Nr. 59). Als Bewohner werden ein Paul Grosse genannt, von Beruf Fleischer, sowie ein Tischlermeister und ein Drechsler. Das Nachbarhaus, die ehemalige Talg-Fabrik, war jetzt das Fricksche Haus mit nur zwei Bewohnern; es befindet sich im Besitz der Stadt Berlin, die hier Gemüsebau betreibt. An diesen Angaben hat sich auch im Jahr 1943 nichts geändert.
Genau an dieser Stelle auf der Reichsstraße 1 (heute: Bundesstraße  1) erreichte die 5.  Stoßarmee unter Generaloberst Nikolai Bersarin, dem späteren Ost-Berliner Stadtkommandanten, hier als erster sowjetischer Verband das Berliner Stadtgebiet. Die damalige Adresse lautete Landsberger Chaussee, an der im Jahr 1948 (weiterhin) der von Herbert Fricke betreute Gemüsebaubetrieb aktiv war.

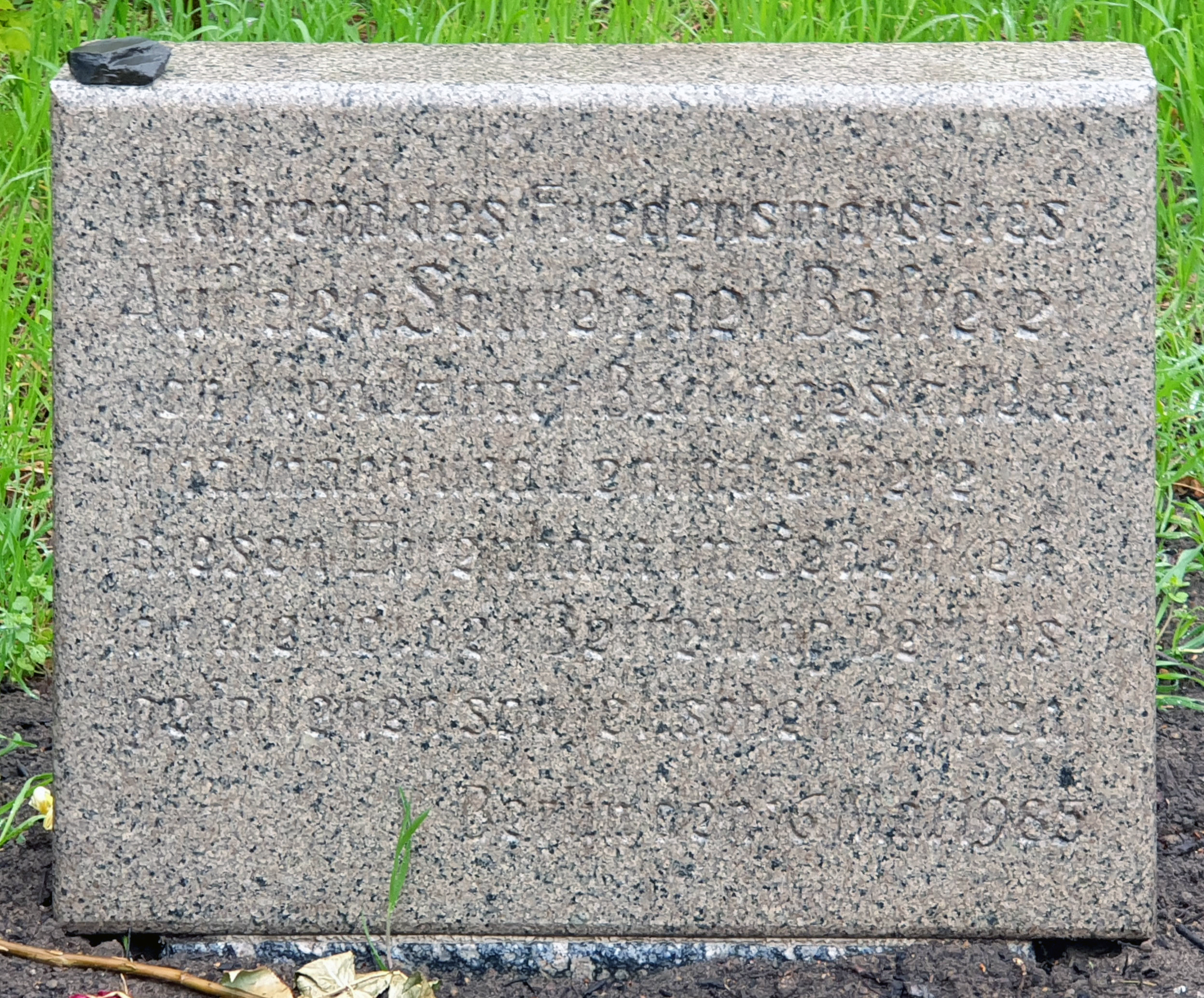
Granit-Gedenkstein mit der schlecht erhaltenen Inschrift „Während des Friedensmarsches auf den Spuren der Befreier von Kienitz nach Berlin gestalteten Thälmann- und Leninpioniere diesen Ehrenhain im Gedenken an die für die Befreiung Berlins gefallenen sowjetischen Helden. | Berlin, den 16. Mai 1985“

Im Jahr 1985, als der 40. Jahrestag der Befreiung vom Faschismus begangen wurde, ließ der Ost-Berliner Magistrat eine Granittafel auf der Wiese vor dem bis dahin wenig beachteten Haus aufstellen mit einer geschichtsbezogenen Aussage (siehe Bild) und das Putzbild anfertigen, das jeder Mensch, der auf dieser ehemaligen Handelsstraße nach Berlin hineinkommt, gut erkennen kann und ihn an das Kriegsende erinnert. Die nach 1990 geänderte Inschrift auf der Steintafel unterhalb des Putzbildes „Auf dem Wege der Befreiung Berlins vom Hitlerfaschismus hissten Sowjetsoldaten in Berlin-Marzahn die rote Fahne des Sieges“ fasst die Ereignisse kürzer und weniger heldenhaft.
Nach dem Mauerfall, mit der folgenden kompletten Umbildung der städtischen Behörden und dem Zusammenschluss früherer Stadtbezirke zu größeren Bezirken, wurde der Bezirk Marzahn-Hellersdorf Eigentümer der Immobilie. Die Bezirksverordnetenversammlung (BVV) beschloss im Jahr 2016, dass die 1985 eröffnete Gedenkstätte auch nach einem möglichen Verkauf des Hauses erhalten bleiben soll; ursprünglich war das sogar als vertragliche Absicherung geplant. In diesem Zusammenhang erhielt die Immobilie im Jahr 1992 die jetzige Hausnummer 563, aus der „Landsberger Chaussee“ wurde zugleich auch die „Landsberger Allee“ (also die Verlängerung der bisherigen Landsberger Allee nach Osten).
Die neu gegründete Erziehungs- und Familienberatung Marzahn-Hellersdorf nutzte die Villa in den Jahren 1991–2015 als Dienstsitz. Bemerkenswert ist das Giebel-Sgraffito, das vom Einmarsch der Roten Armee nach Berlin zum Ende des Zweiten Weltkriegs kündet, zusammen mit dem fünfzackigen Stern, Symbol der Roten Armee. Gestaltet hat das komplette Wandbild Otto Schack. Die Beratungsstelle zog aus und die offizielle Gedenkstätte konnte hier vorbereitet werden.

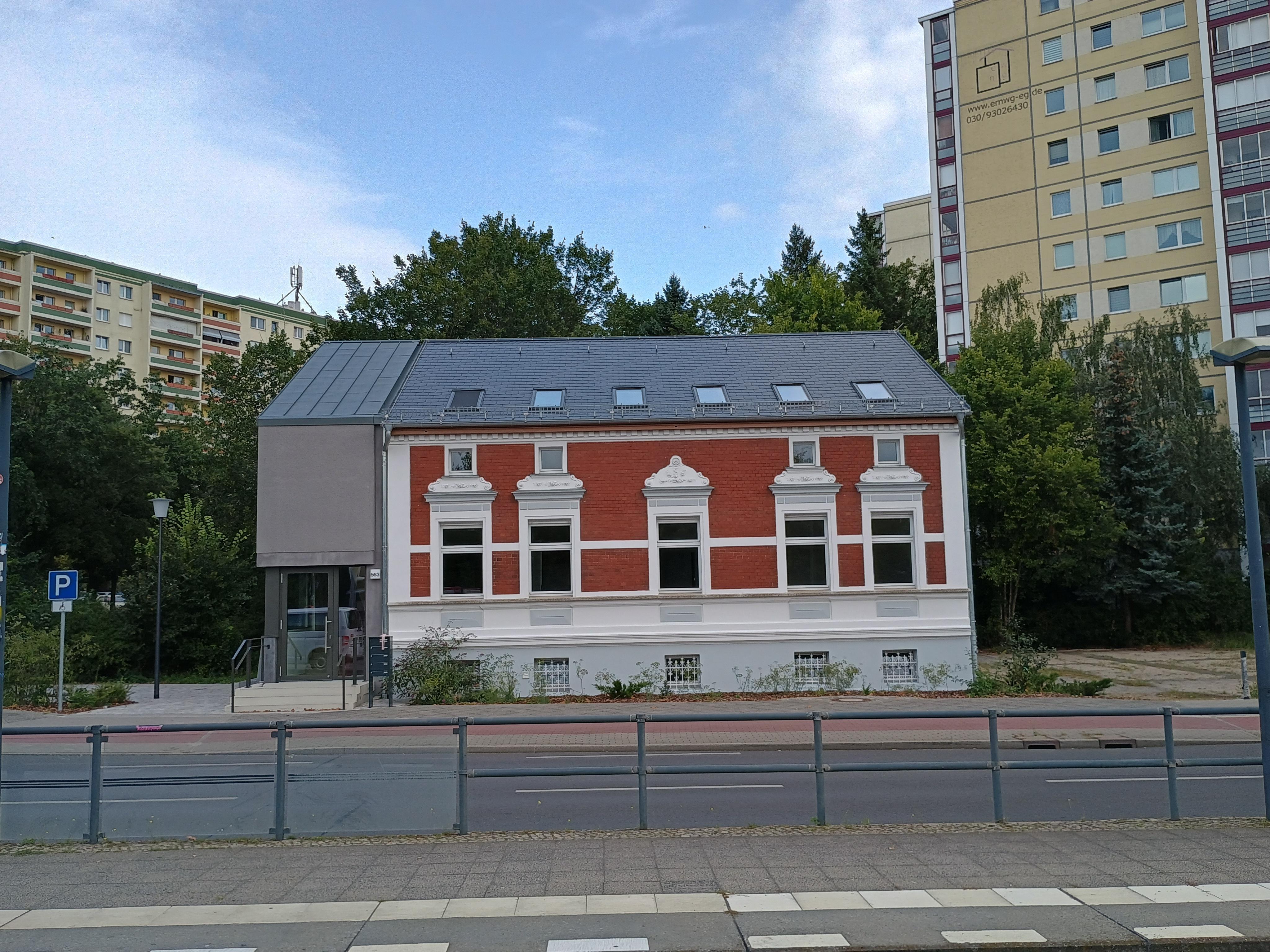
Villa nach Sanierung und fertigem Anbau

In den Jahren 2020/2023 erfolgte eine umfassende Renovierung, und das Haus erhielt auf der Westseite einen in Breite, Länge und Höhe angepassten Anbau, der einen neuen Eingangsbereich bildet und einen Aufzug beinhaltet. Der Zugang ist damit barrierefrei.
Im Februar 2025 wurde das Haus als Ort für Beratung, Begegnung und Bildung eröffnet, in dem soziale Beratungsstellen ihren Sitz haben. Hervorzuheben ist hier der neue Hauptmieter Volkssolidarität Berlin mit fünf ihrer sozialen Projekte, die zuvor verschiedene Standorte genutzt hatten.

## Architektur
Das Haus ist eine eineinhalbgeschossige Villa im Gründerzeitstil vom ausgehenden 19.  Jahrhundert. Das Wohnhaus wurde aus roten Backsteinen aufgemauert, die Fensterfaschen und die Bauecken sind mit weißen Steinbändern versehen und teilweise mit Ornamenten verziert. Der rot verputzte Ostgiebel erhielt im Jahr 1985 einen großen weißumrandeten fünfzackigen Stern und die russischen Worte Победа (dt.=Sieg) und на Берлин (dt.= nach Berlin). Die Längsseiten des Hauses weisen rote Putzspiegel zwischen den Umrahmungen auf, der Sockel ist bis Oberkante Kellerfenster hellgrau verputzt.
Auf Erdniveau sind kleine Kellerfenster erkennbar. Die Länge des historischen Baukörpers beträgt 13,50  m (mit dem Anbau rund 16,5  m), die Breite etwa 11,70  m und die geschätzte Höhe bis zum Dachfirst liegt bei acht bis zehn Metern.
Das ehemalige Wohnhaus besitzt fünf Achsen. Der Eingang befand sich auf der straßenabgewandten Seite. Durch den vorgesetzten Anbau ergibt sich ein Eingang auf der westlichen Seite der südlichen Fassade. Die Villa ist mit einem Pultdach mit glasierten Dachziegeln abgeschlossen.